# Dichanthelium caparoense
Dichanthelium caparoense là một loài thực vật có hoa trong họ Hòa thảo. Loài này được (Zuloaga & Morrone) Zuloaga mô tả khoa học đầu tiên năm 2003.